# یخچال نیم‌ور
یخچال نیم‌ور در شهرستان نیم‌ور و در یک کیلومتری میدان سنگ قرار دارد. این بنا مربوط به دوره قاجار است و تنها یخچال باقیمانده در منطقه میان خمین و دلیجان است که هنوز پابرجا مانده‌است ولی امروزه کارکرد خود را از دست داده‌است.
این بنا با شماره ۱۹۰۲۴ در اسفند ماه سال ۱۳۸۵ در فهرست آثار ثبت شدهٔ ملی قرار گرفته‌است.

## خصوصیات این بنا

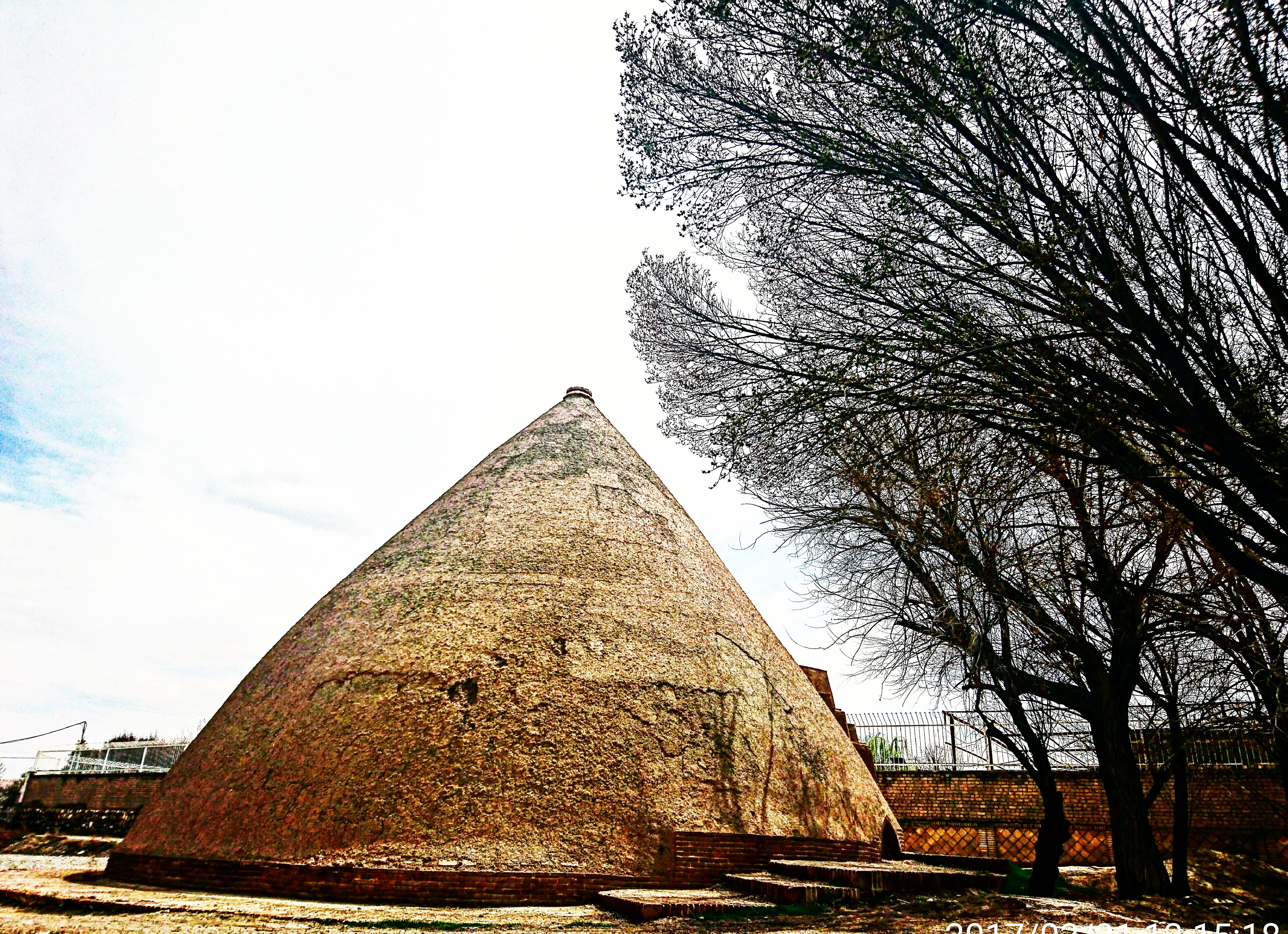
نمایی از یخچال تاریخی نیم‌ور؛ پیش از بازسازی

نمای بیرونی یخچال که به شکل گنبد مخروطی است بر اثر بارش‌های جوی فرسایش یافته و در بدنهٔ آن آثار فرسایش به چشم می‌خورد.
ضخامت دیوارهای این بنا بیش از یک متر است. نمای داخلی گنبد با آجر کار شده و شکل هندسی زیبایی را به وجود آورده‌است. ارتفاع یخچال از محل مخزن تا انتهای مخروط تقریباً ۱۰ متر است. مخزن یخچال با خاک پر شده‌است.

## طرز کار
طرز کار این یخچال به این صورت بوده که میراب‌ها در فصل زمستان، برای تهیه یخ آب قنات یا نهرها را به حفره‌ها و گودال‌هایی که در نزدیک بنای یخچال بوده هدایت می‌کردند. بعد از آماده‌شدن یخ، با کمک مردم یخ‌ها را خرد می‌کردند و روی بستری از کاه در چالهٔ یخچال می‌ریختند. پس از پر شدن چاهٔ یخچال، در آن را با گل می‌بستند و عایق‌کاری می‌کردند.
در فصل تابستان درب یخچال را باز کرده و از یخ آن استفاده می‌کردند. نوع ساخت یخچال و دیوارهای قطور آن، مانع از آب‌شدن سریع یخ می‌شده‌است. در فصل تابستان، یخچالدار در یخچال را می‌گشود و با استفاده از ابزارهایی نظیر کلنگ یا اره یخ‌ها را به صورت قطعه درآورده تا انتقال آنها به نقاط مسکونی فراهم شود.